# Coraebus elatus
Coraebus elatus (лат.) — вид жуков-златок. Длина тела взрослых насекомых (имаго) 5—7 мм. Тела бронзово-синие или синие. На надкрыльях нет перевязей. Развиваются на землянике и лапчатке.